# Antoni de Cardona i Enríquez
Antoni de Cardona i Enríquez (mort el 1555) fou virrei de l'illa i regne de Sardenya.

## Família
Fill de Joan de Cardona i d'Aldonça Enríquez. Casat el 14 amb Maria de Requesens (que adoptà el cognom del seu marit, Maria de Cardona), germana d'Elisabet de Requesens. Van tenir els següents fills:
- Joan de Cardona i Requesens. Virrei de Navarra el 1595. Es casà amb Francesca Flordespina.
- Margarita Folc de Cardona i Requesens. Casada amb Adam Herr zu Dietrichstein-Nikolburg, majordom major de Rudolf II.
- Francesc de Cardona i Requesens.
- Anna de Cardona i Requesens. Casada en primeres núpcies amb Belasc d'Alagó i Arborea, comte de Villasor (Sardenya), en segones núpcies es casà amb Àlvar de Madrigal i Cervelló, baró d'Alcalà i Mosquera.
- Beatriu de Cardona i Requesens. Casada amb Hug IV d'Urríes i Ventimiglia, senyor de la baronia d'Ayerbe.
- Jerònima de Cardona i Requesens.
- Joana de Cardona i Requesens.

## Biografia
Fou virrei/governador i lloctinent general de Sardenya del gener de 1534 fins al 1549.
Durant el seu virregnat, mentre era fora de l'illa, el bisbe de l'Alguer, en Pere Veguer va actuar com a virrei interí entre 1542 i 1545.
Hi ha constància que Carles V envià diverses cartes a Antoni de Cardona com a virrei de Sardenya:
El 4 d'abril de 1542, el rei Carles V li envià una carta preguntant per un procés contra Angel Celtrilla i Jaume Corso per la mort d'Angel Carcasona.
A 27 d'agost de 1542, el rei Carles V, faculta a Jacob V d'Appiano i d'Aragó, senyor de Pomblin, fill de Jacob IV d'Appiano i de Maria d'Aragó princesa de Salern i neboda de Ferran II, per extreure un nombre de cavalls, bous i cabres de l'illa.
Una altra carta del rei Carles V, aquesta data el 9 d'octubre de 1542 a Montsó, faculta al bisbe de Bosa, Baltasar d'Heredia a treure 500 raseres de cereal de Sardenya.
Se l'identifica com a Antón Serrano de Cardona a l'Illa Isabela o Hispaniola, procurador reial.